# Травнички партизански одред
Травнички народноослободилачки партизански (НОП) одред је био је био партизанска јединица у саставу Народноослободилачке војске и партизанских одреда Југославије током Другог светског рата у Босни и Херцеговини. 

## Историјат
Формиран је крајем априла 1942. у селу Перлама (на Влашић планини) од Имљанске чете 4. крајишког НОП одреда и самосталне 1. травничке партизанске чете (састављене, искључиво, од чланова КПЈ). Приликом напада на жандармеријско-домобранско упориште Мехурићи (северноисточно од Травника) 1. маја 1942. имао је 10 погинулих и рањених, а потом је под утицајем четничке пропаганде део бораца прешао у четнике. Одред је 15. маја разбијен од Борјанског четничког одреда у селу Перлама, а пет дана касније усташе, домобрани и жандарми опколили су га на брду Меукрини и потпуно уништили. У првој половини маја 1943. у Горњем Ростову јужно од Травника Одред је поновно формиран и био је под командом 10. дивизије НОВЈ. Вршио је диверзантске акције на комуникацији Горњи Вакуф—Горње Ростово и Травник—Горње Ростово, а основни му је у почетку био развијање обавештајне службе на подручју Травника, Доњег и Горњег Вакуфа, Бугојна, Бусоваче, Зенице и Високог и пропаганда НОП. Дејствовао је између Травника, Бусоваче и Фојнице, с ослонцем на планлну Враницу. За време лета нарастао је на две чете, пошто је претходно (17. јула 1943) дао део бораца за формирање Височко-фомичког НОП одреда. Истакао се када је заједно са 4. крајишком бригадом упао у Горњи Вакуф 3/4. августа и у садејству са деловима 1. пролетерске и 5. ударне дивизије у уништењу усташке посаде у Бугојну 22/23. августа. У септембру је имао преко 800 бораца; такоје дао око 200 бораца за попуну 10. ударне и 1. пролетерске дивизије, у саставу Одреда формиране су четири чете, организоване ускоро у два батаљона. Изводио је диверзантске акције на железничким пругама Зеница-Лашва и Лашва—Травник—Доњи Вакуф. Одред је поред других акција учествовао у ослобођењу Травника, Бугојна, Бусоваче, Турбета и Горњег Вакуфа. Почетком 1944. батаљони Одреда су расформирани ради попуне јединица 1. пролетерске и 10. дивизије, тако да је остао са две чете. Кроз мање акције Одред је у лето 1944. поновно нарастао. У јулу је имао четири чете, у септембру се обнављају батаљони. Одред је расформиран 18. октобра 1944; део људства ушао је у састав 10. дивизије, док су две чете ушле у састав новоформираног Јајачко-травнички НОП одреда.